# ScienceDirect
ScienceDirect es un sitio web que proporciona acceso por suscripción a una gran base de datos de búsqueda científica y médica. Alberga más de 12 millones de piezas de contenido de 3500 revistas académicas y 34 000 libros electrónicos.

## Uso
Las revistas están agrupadas en cuatro secciones principales: Ingeniería y Ciencias Físicas, Ciencias de Vida, Ciencias de Salud, y Humanidades y Ciencias Sociales. Los resúmenes están disponibles de forma libre y gratuita, pero el acceso a sus textos completos (en PDF y, para publicaciones más nuevas, también HTML) generalmente requiere una suscripción o de pago por visión.
ScienceDirect compite con otros anfitriones de contenido de comunicación científica como la red social académica ResearchGate y arXiv, así como con el contenido de acceso abierto que publica PLOS.

## Contexto
ScienceDirect es operado por el editor angloneerlandés Elsevier. Fue lanzado en marzo de 1997.